# ぷにケット
ぷにケットは、『おジャ魔女どれみ』を中心としたぷに系作品限定の同人誌即売会。主催はぷにケット準備会。年2回、春と秋に開催されている。第1回開催は1999年11月14日。
主に使用される会場は、京急蒲田駅近くの大田区産業プラザＰｉＯ（東京都大田区）だが、近年は山下公園付近の横浜産貿ホール（横浜市中区）で開催されることも珍しくない。

## 概要
ぷに萌え系キャラ（全体的にぷにぷにとした感じで描かれているキャラクター）及びその作品限定の同人誌即売会。二次創作に限らずオリジナル作品でのサークル参加も可能である。
「おジャ魔女どれみ中心」を標榜しているため、同作品やその後番組（明日のナージャ、プリキュアシリーズ）、あるいは女児向けアニメ作品（ふしぎ星のふたご姫、おねがいマイメロディなど）や低年齢キャラを扱うサークルが多い。「ぷに萌え系キャラ」オンリーイベントだが、そうでないキャラ・作品との区分基準は参加サークルに任されている。
「あなたが「ぷに」と思う作品キャラが「ぷにケット」における「ぷに」です、ただし他の人の同意が得られるとは限りません。」をコンセプトとしている。
萌え傾向限定の同人誌即売会の中では最も規模が大きく、後述の理由からオールジャンルイベントともオンリーイベントとも異なる、独特な存在となっている。特にラブライブ!オンリー「僕らのラブライブ!」とアイドルマスターシリーズオンリー「歌姫庭園-THE IDOL G@RDEN-」は開催規模が非常に大きく、特に前者に至っては、聖地とされる秋葉原UDXで開催されたことがある。
また、同人誌即売会終了後に行われるアフターイベント（色紙抽選会、景品争奪ジャンケン大会）はぷにケットの名物とされており、アフターイベントが終了するまでには約3時間を要することがある。

## 主な参加作品とタイトル
多くの作品を併催する場合は「スーパーヒロインタイム」として開催する。「スーパーヒーロータイム」をもじったもので、様々な男性向け作品が集うイベントである。初開催は2009年10月4日。
開催日によっては参加しない作品もあるため、公式サイトで開催される作品を参照。
| 作品名                                    | 開催時のタイトル           | 備考                                                                                           |
| ----------------------------------------- | -------------------------- | ---------------------------------------------------------------------------------------------- |
| アイカツ!                                 | ドッキドキ☆ライブ          |                                                                                                |
| ガールズ&パンツァー                       | パンツァーガールズ!        |                                                                                                |
| 神のみぞ知るセカイ                        | 落とし神降臨               |                                                                                                |
| 艦隊これくしょん -艦これ-                 | 駆逐してやる!〜なのです!   | 駆逐艦限定                                                                                     |
| けいおん!                                 | うんたん♪うんたん♪         |                                                                                                |
| ご注文はうさぎですか?                     | こころぴょんぴょん!        |                                                                                                |
| しゅごキャラ!                             | アンロックハート           | 2010年4月4日の開催を以って終了                                                                 |
| 侵略!イカ娘                               | やらなイカ                 |                                                                                                |
| 涼宮ハルヒシリーズ                        | 長門祭「大好き」           | 長門有希が中心のオンリー                                                                       |
| 涼宮ハルヒシリーズ                        | キョン子祭                 | キョンを性転換した二次創作「キョン子」オンリー                                                 |
| ストライクウィッチーズ                    | ストライクゾーン           |                                                                                                |
| 中二病でも恋がしたい！                    | 中二病でも同人がしたい!    |                                                                                                |
| とある魔術の禁書目録                      | とある幻想たちの吹溜り     |                                                                                                |
| とある魔術の禁書目録 とある科学の超電磁砲 | 学舎の園                   |                                                                                                |
| 西尾維新作品                              | 百物語                     |                                                                                                |
| バカとテストと召喚獣                      | バカとテストと同人誌       | 2011年9月18日の開催を以って終了                                                                |
| プリキュアシリーズ                        | プリキュア☆フェスタ        |                                                                                                |
| プリティーシリーズ                        | プリズム☆ジャンプ          | 女性向けのKING OF PRISMも含む全作品が対象                                                      |
| アイドルマスターシリーズ                  | 歌姫庭園 -THE IDOL G@RDEN- | 女性向けのSideMも含む全作品が対象                                                              |
| 魔法少女まどか☆マギカ                     | 円環の理                   |                                                                                                |
| 魔法少女まどか☆マギカ                     | ほむ☆ほむ                  | 暁美ほむらが中心のオンリー                                                                     |
| 魔法少女まどか☆マギカ                     | マミ☆マギ                  | 巴マミが中心のオンリー                                                                         |
| 魔法少女リリカルなのはシリーズ            | リリカルマジカル           |                                                                                                |
| ゆるゆり                                  | ＼アッカリ～ン／           |                                                                                                |
| ラブプラスシリーズ                        | LOVE++                     |                                                                                                |
| ラブライブ!シリーズ                       | 僕らのラブライブ!          | 東京ビッグサイト、沼津市、金沢市といった作品舞台での開催もある                                 |
| 原神                                      | オイラは非常食じゃないぞ!  |                                                                                                |
| デ・ジ・キャラットなど                    | にせんねんモンダイ         | 2000年代に放送された『デ・ジ・キャラット』や『ちょびっツ』などの美少女系アニメが中心のオンリー |
| 機動戦士ガンダム 水星の魔女               | GUNDパレード               |                                                                                                |
| ぼっち・ざ・ろっく!                       | 結束ロック！               |                                                                                                |
| お兄ちゃんはおしまい!                     | お兄ちゃんといっしょ!      |                                                                                                |
| ブルーアーカイブ -Blue Archive-           | せんせーのアーカイブ       |                                                                                                |